# Фатах ел Ислам
Фатах ел Ислам (арап. فتح الإسلام) је радикална исламистичка група формирана новембра 2006. године. Поједини медији групу описују као џихадисте инспирисане Ал-Каидом. Група је постала позната маја и јуна 2007. године када је почела сукоб са либанском војском код Нахр ел Баред избегличког кампа.

## Бројност
Званични говорник за Фатах ел Ислам групу је Абу Салим Таха. Ова група вероватно има око 150 наоружаних бораца, а наводи се да има Палестинце, Сиријце, Саудијце и друге арапске џихадисте који су се борили у Ираку. Такође се наводи да група има око педесет либанских сунита.
Сиријски амбасадор је рекао да су вође групе већином Палестинци, Јорданци, Саудијци и неколико њих су вероватно Сиријци. Ел Хајат новине наводе да Фатах ел Ислам има везе са Сиријом и да већина официра ове групе су Сиријци. Највећи број мртвих из групе су Саудијци. Постоје извештаји да су међу борце ове групе дошли и борци из Чеченије.

## Идеологија
У неким извештајима се тврди да је Фатах ел Ислам део Ал-Каидине терористичке мреже. Ова група је такве наводе негирала, али је потврдила да се слаже са истом да се треба борити против „неверника“. Изјаве ове групе су почеле да се појављују на истим интернет страницама на којима се наводе изјаве Ал-Каиде.
Хезболах је изјавио да је потребно политичко решење за кризу и да осећају да има неко ко би желео да уништи либанску армију.